# Каричев, Рамиз Исаевич
Рами́з Иса́евич Ка́ричев (декабрь 1913, Батум — 1969, Москва) — советский футболист, тренер. Заслуженный тренер РСФСР (1964).

## Биография
Начинал заниматься футболом в своем родном городе Батуми. Первой командой Каричева было местное «Динамо».
Вскоре из Батуми был приглашён в московское «Торпедо» главным тренером команды С. Бухтеевым на место правого крайнего нападающего. В составе черно-белых стал бронзовым призёром чемпионата СССР (1945 г.) и обладателем кубка СССР (1949 г.). Мастер спорта СССР.
В 1950 году окончил школу тренеров при ГЦОЛИФК.
Тренерскую карьеру начал в 1954 году в клубе «Металлург» Запорожье.
Возглавлял команды «Красное Знамя» (Иваново) (1955—56), «Спартак» (Калинин) (1956), «Авангард» (Николаев) (1957—59), «Авангард» (Симферополь) (1960), «Металлург» (Череповец) (1961—63), «Уралмаш» (Свердловск) (1963—64), «Зенит» (Ижевск) (1965), «Иртыш» (Омск) (1966), «Локомотив» (Винница) (1967), «Мешахте» (Ткибули) (1968).
В 1963 г. окончил Государственный Центральный ордена Ленина институт физической культуры.
Скончался в 1969 году в Москве.